# Уче, Икечукву
Икечу́кву У́че (англ. Ikechukwu Uche; 5 января 1984, Аба, Нигерия) — нигерийский футболист, игравший на позиции нападающего. Выступал в национальной сборной Нигерии.

## Биография

### Клубная карьера
Начал заниматься футболом на родине в Нигерии. Выступал за молодёжную команду «Амансе Юнайтед», после оказался в клубе «Ивуаньянву Нэйшнл». В 2001 году перешёл в испанский клуб «Расинг Феррол». В общем за первый сезон в клубе Уче провёл всего 4 матча во Второй лиге Испании. В следующем сезоне он провёл 24 матча и забил 2 гола, а «Расинг Феррол» вылетел в Третью лигу Испании, заняв 20 место из 22 команд.
Летом 2003 года Уче перешёл в «Рекреативо», за 300 тысяч долларов, хотя мог оказаться в «Альбасете». В команде Икечукву стал игроком основного состава. В сезоне 2003/04 сыграл 35 матчей и забил 11 мячей во Второй лиге Испании. После этого игроком интересовалась «Малага», но «Рекреативо» не продало игрока. В сезоне 2004/05 Уче смог забить 10 мячей в 38 играх во Второй лиге Испании.
В следующем сезоне Уче смог в шести матчах подряд забить 8 голов. Но вскоре после этого он получил травму, которая у него была около месяца. По итогам сезона Икечукву Уче всё-равно забил 20 мячей и стал лучшим бомбардиром Второй лиги Испании, вместе с Хосе Хуаном Луке из «Сьюдад де Мурсии». «Рекреативо» в этом сезоне смогло выиграть Вторую лигу и выйти в Ла Лигу. В летнее межсезонье 2006 года Икечукву получил травму. В Ла Лиге дебютировал 22 октября 2006 года в домашнем матче против «Хетафе» (1:2), Уче вышел на 61 минуте вместо Флорана Синама-Поньоля. 20 декабря 2006 года в выездном матче против мадридского «Реала», «Рекреативо» обыграло «Реал» со счётом (0:3), а Икечукву Уче забил второй гол. По итогам сезона 2006/07 Уче сыграл 31 матч и забил 8 голов в чемпионате Испании.
Летом 2007 года перешёл в клуб «Хетафе», есть также сведения что игроком интересовались российские клубы «Спартак» и «Москва». В команде в чемпионате Испании дебютировал 25 августа 2007 года в выездном матче против «Севильи» (4:1). 20 сентября 2007 года дебютировал в еврокубках в домашнем матче Кубка УЕФА в первом квалификационном матче против голландского «Твенте» (1:0). В этом матче Уче забил единственный гол на 90-й минуте в ворота Сандера Боскера. По итогам турнира «Хетафе» дошло до 1/16 финала, а Икечукву Уче провёл на турнире 6 матчей и забил 1 гол. 24 февраля 2008 года в выездном матче против «Реала» (0:1), Уче смог забить единственный гол на 64 минуте в ворота Икера Касильяса. После матча сам Икечукву сказал что: «гол забитый „Реалу“ — самый важный в его жизни». Также в сезоне 2007/08 «Хетафе» дошло до финала Кубка Испании, где проиграла «Валенсии» (1:3). Всего за «Хетафе» Уче играл на протяжении двух лет и сыграл в чемпионате Испании 55 матчей и забил 11 мячей.
Летом 2009 года перешёл в «Реал Сарагосу», клуб за него заплатил 5 500 000 евро. Уче подписал контракт на четыре сезона. Через месяц Икечукву получил тяжелейшую травму — разрыв крестообразных связок левого колена и выбыл на восемь месяцев. Всего в сезоне 2008/09 в чемпионате Испании провёл 3 матча.
Летом 2011 года перешёл в «Вильярреал», но был отправлен в аренду в клуб «Гранада».

### Карьера в сборной
В национальной сборной Нигерии дебютировал в 2007 году. В 2008 году вместе со сборной поехал на Кубок африканских наций 2008 в Гане. На турнире Уче провёл 3 матча. Нигерия на турнире дошла до 1/4 финала. Всего же за 2008 год Уче сыграл в сборной 12 игр и забил 4 мяча. В мае 2010 года Уче попал в предварительную заявку Ларса Лагербека на чемпионат мира 2010 в ЮАР.

## Достижения

### Командные
«Рекреативо»
- Победитель Второй лиги Испании: 2005/06

«Реал Сарагоса»
- Финалист Кубка Испании: 2007/08

Сборная Нигерии
- Обладатель Кубка африканских наций: 2013

### Личные
- Лучший бомбардир Второй лиги Испании: 2005/06 (20 мячей)

## Личная жизнь
Его старший брат Калу Уче (1982) также футболист, в Европе он выступал за «Вислу», «Бордо» и «Альмерию». Икечукву несколько раз играл против брата. Имя Икечукву в переводе с языка Игбо означает — «Сила Бога».